# Farooq Aziz
Farooq Aziz (* 1978) ist ein pakistanischer Fußballspieler.

## Verein
1999 spielte er für Pakistan Railways. 2004 stand er in Reihen der Mannschaft der Khan Research Laboratories, mit der er in der Abschlusstabelle den dritten Platz belegte. Im Jahr 2013 spielte er für den Mughalpura Football Club.

## Nationalmannschaft
Farooq Aziz debütierte am 22. Mai 1993 unter Trainer Aslam Mohammed bei der 0:5-Niederlage gegen China im Alter von 15 Jahren, vier Monaten und 28 Tagen im Rahmen eines Qualifikationsturniers im Al-Hassan Stadium von Irbid in der pakistanischen Nationalmannschaft. Damit hält er den WM-Altersrekord für den jüngsten Spieler weltweit, der in einer WM-Qualifikation eingesetzt wurde.